# Radio Kiskeya

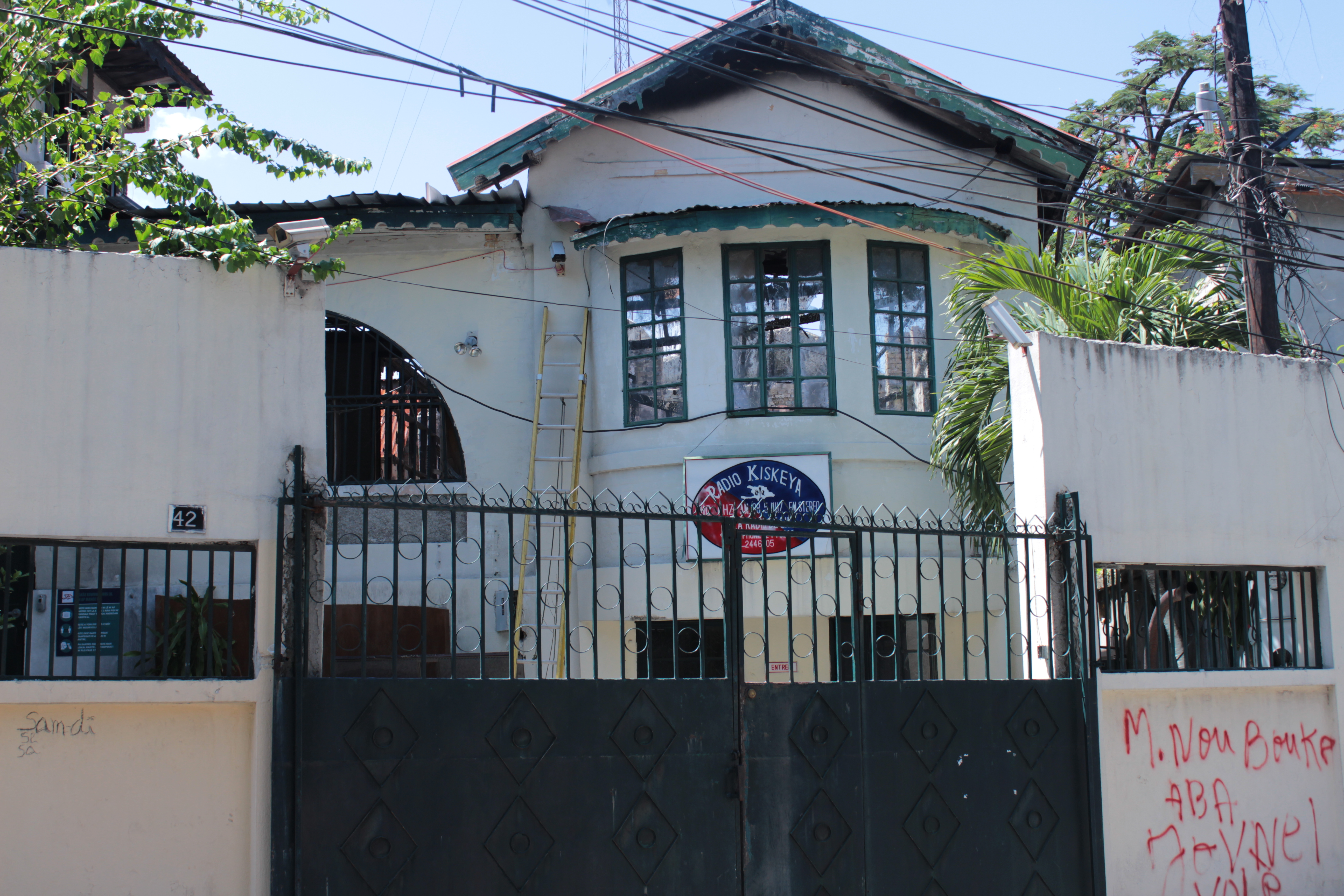
Local de la Radio Kiskeya incendié le 21 décembre 2018

Radio Kiskeya est une station de radio généraliste haïtienne fondée en 1994 par le collectif Kiskeya, formé d'anciens employés de Radio Haïti-Inter, et notamment de Sonny Bastien, Liliane Pierre-Paul, et Marvel Dandin,. Elle est audible en FM à Port-au-Prince et dans sa banlieue. La station a sauvé une partie de son matériel lors du séisme de 2010. En date du 21 décembre 2018, le local de la Radio Kiskeya a été complètement incendié. En voici un témoignage de Liliane Pierre-Paul : «On s'est battus pendant deux heures pour essayer de sauver Radio Kiskeya. En vain. Le feu a tout détruit et en dépit de nos appels, les pompiers ne sont arrivés sur les lieux qu'après les dégâts. Tout est perdu».  
Sans tardé, un comité de Solidarité a été mis sur pied avec pour principale tache de « gérer, dans la transparence, l’effort de solidarité envers la station et d’entreprendre des activités de collecte de fonds, d’en recevoir et de rendre compte à la station et au public des résultats obtenus »

### Liens
- (fr) Site officiel de Radio Kiskeya
- Vous pouvez écouter KISKEYA sur Haiti Media Live http://haitimedia.live/radio/88-5-fm-radio-kiskeya/